# Manonichthys splendens
Manonichthys splendens är en fiskart som först beskrevs av Fowler, 1931.  Manonichthys splendens ingår i släktet Manonichthys och familjen Pseudochromidae. Inga underarter finns listade i Catalogue of Life.